# Tetsuya Yamazaki
Tetsuya Yamazaki (山崎 哲也 Yamazaki Tetsuya?), född 25 juli 1978 i Shizuoka prefektur, är en japansk före detta fotbollsspelare.
Yamazaki började sin karriär 1997 i Montedio Yamagata. 1999 flyttade han till Oita Trinita. Han spelade 104 ligamatcher för klubben. 2005 flyttade han till Cerezo Osaka. Han gick tillbaka till Oita Trinita 2008. Med Oita Trinita vann han japanska ligacupen 2008. Han avslutade karriären 2008.